# Чінчімане
Чінчімане або Чінчімані — поселення в Намібії. 

## Географія
Розташоване приблизно за 70 кілометрів на південний захід від обласної столиці Катіма-Муліло.  Чінчімане входить до складу виборчого округу Сиббінда в регіоні Замбезі, Намібія. 
Неподалік від поселення розташований заповідник Бамуну, один із 79 заповідників Намібії. Бамуну розташований поруч із національними парками Мудуму та Нкаса Рупара. 